# Википедија на астуријском језику
Википедија на астуријском језику (аст. Wikipedia n'asturianu) је верзија Википедије на астуријском језику, слободне енциклопедије, која данас има 137.377 чланака и заузима 80. место на листи википедија.